# Emilio Munda
Emilio Munda (Fermo, 14 de enero de 1982) es un compositor, autor, arreglista y productor discográfico italiano.
Él compuso canciones para Il Volo, Umberto Tozzi, Francesco Renga, Nina Zilli, Gemelli Diversi, Nomadi, Dear Jack, Pquadro, Michele Bravi, Valerio Scanu, Silvia Mezzanotte, Alina Nicosia, Simonetta Spiri y para otros artistas del talento de la televisión italiana: The Voice of Italy, Amici di Maria De Filippi y X Factor

## Biografía y carrera artística
Algunos miembros de la familia de Emilio Munda son músicos, esto naturalmente lo ayuda a entrar en el mundo musical cuando a los 4 años de edad, comienza a tocar la batería.
Más adelante, a la edad de 12 años inicia a escribir sus primeras canciones estudiando como autodidacta; adquiere habilidad para usar distintos instrumentos musicales como el piano, los teclados, guitarra acústica y eléctrica, bajo y batería, además de experimentar la propia voz en el canto moderno.
Las colaboraciones de mayor importancia inician cuando Silvia Mezzanotte (cantante del conjunto Matia Bazar desde el 1999) elige sus composiciones para colocarlas en el álbum “Lunatica” nel 2008. La canción “Non c'è contatto” en particular, es seleccionada para la presentación del álbum del que se realiza el video con la actriz protagonista Carolina Crescentini. Munda realiza para la misma cantante el arreglo del simple para el verano "Nell'aria" así como aquellos del “Lunatica Tour", creando "Intro", "Sequencer" y partes instrumentales para los músicos. 
En el mismo año se publica el tema inédito “Un tuffo nel vuoto” en el álbum “A24” del conjunto Pquadro, un dúo formado en el programa televisivo Amici di Maria De Filippi que llegó en las primeras posiciones en la 57° edición del Festival de Sanremo.
Sucesivamente colabora junto al dúo como coautor y arreglista del simple “Anime di vetro”, a la escritura de la canción también participa Sergio Reggioli, violinista del conjunto Nomadi.
Crea composiciones para el programa televisivo Amici di Maria De Filippi y escribe el primer tema extrapolado de la transmisión con el título "Il gusto del caffè". La canción ha sido interpretada por Valeria Romitelli, artista elegida para presentarlo en la edición de la noche de tal programa, transmitido por un importante canal nacional italiano.
En el año 2008 compone para Umberto Tozzi la canción "Cerco ancora te"; segundo tema del álbum "Non solo live". La misma canción es inserida en la colección "the best" del artista para el circuito internacional con el título "Yesterday", distribuido en Francia, Bélgica y Suiza.

## Colaboraciones artísticas recientes
En el año 2010  Emilio Munda gana el concurso nacional ideado por Francesco Renga, donde este último busca un autor con el cual colaborar para la composición de sus futuros discos. Seguido a tal importante reconocimiento, Emilio Munda trabajará en exclusiva para Francesco Renga por los sucesivos 3 años.
Las canciones inéditas son publicadas en el álbum "Un giorno bellissimo", premiado con el disco de oro Wind Music Awards 2011.
Uno de sus temas "Di sogni e illusioni", es inserido en álbum "Fermoimmagine Deluxe" el primer "the best" del cantante dopo la participación a la 62° edición del Festival de Sanremo.
En el año 2013 Munda firma un contrato en exclusiva para una colaboración con la casa discográfica Sugar Music.
El 20 de febrero de 2014 contemporáneamente a la participación al 64° Festival de Sanremo publica la canción “Puoi scegliere” del álbum “Ti presento Maverick” de Veronica De Simone, finalista del programa The Voice of Italy.
En el mismo día se publica el nuevo álbum de Francesco Renga con el título “The Platinum Collection” con dos canciones escritos por Emilio Munda.
El 10 de junio de 2014 Emilio Munda publica su canción "Un mondo più vero" como cuarta pista del nuevo álbum "A passi piccoli" de Michele Bravi, ganador de la séptima edición de Factor-X Italia.
Del año 2015 al 2018 es compositor de alrededor de 20 canciones para la discografía nacional, para artistas como Nina Zilli, Nomadi, Michele Bravi, Tony Esposito, Dear Jack, Gemelli Diversi, Valerio Scanu discos de platino ganadores y llegar a los primeros lugares en las listas nacional.
En 2019 ganó el podio de la 69.ª edición de Festival de Sanremo como autor y compositor de la canción Musica che resta, interpretada por el grupo internacional Il Volo.

## Discografía

### Las canciones más importantes
Las colaboraciones se enumeran entre paréntesis en la sección de título.
| Año  | Canción                                                                                               | Artista                            | Álbum                                  |
| ---- | --- | ---------------------------------- | -------------------------------------- |
| 2008 | Non c'è contatto (Compositor y autor con Silvia Mezzanotte y Matteo Gaggioli)                         | Silvia Mezzanotte                  | Lunatica                               |
| 2008 | Ma il buio (Compositor y autor con Silvia Mezzanotte y Matteo Gaggioli)                               | Silvia Mezzanotte                  | Lunatica                               |
| 2008 | Un tuffo nel vuoto (Compositor y autor con Piero Romitelli)                                           | Pquadro                            | A24                                    |
| 2009 | Cerco ancora te (Compositor con Matteo Gaggioli)                                                      | Umberto Tozzi                      | Non solo live                          |
| 2010 | Anime di vetro (Compositor y autor con Piero Romitelli y Pietro Napolano)                             | Pquadro                            | Anime di vetro                         |
| 2010 | Stai con me (Compositor y autor con Francesco Renga)                                                  | Francesco Renga                    | Un giorno bellissimo                   |
| 2010 | Di sogni e illusioni (autor con Francesco Renga) (Compositor con Francesco Renga y Piero Romitelli)   | Francesco Renga                    | Un giorno bellissimo                   |
| 2012 | Il gusto del caffè (Compositor, autor y productor con Piero Romitelli)                                | Valeria Romitelli                  | Sola pista                             |
| 2014 | Puoi scegliere (Compositor y autor con Piero Romitelli)                                               | Veronica De Simone                 | Ti presento Maverick                   |
| 2014 | Un mondo più vero (Compositor y autor con Piero Romitelli)                                            | Michele Bravi                      | A passi piccoli                        |
| 2015 | Le strade del mio tempo (Compositor y autor con Piero Romitelli)                                      | Dear Jack                          | Domani è un altro film (Seconda parte) |
| 2015 | La vita è una danza (Compositor y autor con Piero Romitelli)                                          | Manuel Foresta                     | Colori primari                         |
| 2015 | Nella bocca della gente (Compositor y autor con Piero Romitelli)                                      | Manuel Foresta                     | Colori primari                         |
| 2015 | C'è ancora tempo (Compositor y autor con Davide Mogavero y Francesco Migliacci)                       | Davide Mogavero                    | Davide Mogavero                        |
| 2016 | Semplicemente sarebbe più vero (Compositor, autor y productor)                                        | Alina Nicosia                      | Sola pista                             |
| 2016 | Immagina (Compositor, autor y productor)                                                              | Alina Nicosia                      | Sola pista                             |
| 2016 | La fiamma (Compositor y autor con Piero Romitelli y Mario Cianchi)                                    | Gemelli Diversi                    | Uppercut                               |
| 2016 | Un soffio dal traguardo (Compositor y autor con Piero Romitelli y Mario Cianchi)                      | Gemelli Diversi                    | Uppercut                               |
| 2017 | Basta (Productor. Compositor con Claudia Megrè y Lorenzo Campani)                                     | Lorenzo Campani feat Claudia Megrè | Sola pista                             |
| 2017 | City on the Lake (Arreglista con Frank Ricci y Tony Esposito)                                         | Frank Ricci feat Tony Esposito     | A Big Dream II                         |
| 2017 | Riverbero (Compositor, autor y productor con Piero Romitelli)                                         | Ylenia Lucisano                    | Sola pista                             |
| 2017 | Il tempo di reagire (Productor. Compositor y autor con Simonetta Spiri y Mario Cianchi)               | Simonetta Spiri                    | Sola pista                             |
| 2017 | Solo un bacio (Productor con Piero Romitelli. Compositor y autor con Davide Sartore and Diego Ceccon) | Ylenia Lucisano                    | Sola pista                             |
| 2017 | Per un niente (Compositor y autor con Piero Romitelli)                                                | Nina Zilli                         | Modern Art                             |
| 2017 | Follia indolore (Compositor y autor con Piero Romitelli)                                              | Frances Ascione                    | Sola pista                             |
| 2017 | Può succedere (Compositor y autor con Beppe Carletti)                                                 | Nomadi                             | Nomadi dentro                          |
| 2017 | Il sole contro (Compositor y autor con Piero Romitelli, Federica Abbate, Michele Bravi, Cheope)       | Michele Bravi                      | Anime di carta - Nuove pagine          |
| 2018 | Capovolgo il mondo (Compositor y autor con Davide Sartore y Diego Ceccon)                             | Valerio Scanu                      | DIECI                                  |
| 2018 | L'ultimo spettacolo (Compositor y autor con Giulio Pretto)                                            | Valerio Scanu                      | DIECI                                  |
| 2019 | Musica che resta (Compositor y autor con Piero Romitelli y Gianna Nannini)                            | Il Volo                            | Musica                                 |

### Discos más importantes
| Año  | Álbum                                  | Artista            |
| ---- | -------------------------------------- | ------------------ |
| 2008 | Lunatica                               | Silvia Mezzanotte  |
| 2008 | A24                                    | Pquadro            |
| 2009 | Non solo live                          | Umberto Tozzi      |
| 2010 | Anime di vetro                         | Pquadro            |
| 2010 | Nell'aria                              | Silvia Mezzanotte  |
| 2010 | Un giorno bellissimo                   | Francesco Renga    |
| 2012 | Fermoimmagine Deluxe                   | Francesco Renga    |
| 2012 | Yesterday                              | Umberto Tozzi      |
| 2014 | Ti presento Maverick                   | Veronica De Simone |
| 2014 | The Platinum Collection                | Francesco Renga    |
| 2014 | A passi piccoli                        | Michele Bravi      |
| 2014 | Il Meglio                              | Francesco Renga    |
| 2015 | Domani è un altro film (Seconda parte) | Dear Jack          |
| 2015 | Colori Primari                         | Manuel Foresta     |
| 2015 | Davide Mogavero                        | Davide Mogavero    |
| 2016 | Mezzo respiro                          | Dear Jack          |
| 2016 | Uppercut                               | Gemelli Diversi    |
| 2017 | A Big Dream II                         | Frank Ricci        |
| 2017 | Modern Art                             | Nina Zilli         |
| 2017 | Nomadi dentro                          | Nomadi             |
| 2017 | Anime di carta - Nuove pagine          | Michele Bravi      |
| 2018 | Modern Art Sanremo Edition             | Nina Zilli         |
| 2018 | DIECI                                  | Valerio Scanu      |
| 2019 | Musica                                 | Il Volo            |